# Francis Fisher
Francis Marion Bates Fisher (22 de diciembre de 1877-24 de julio de 1960) fue un miembro del Parlamento de Nueva Zelanda por Wellington. Era conocido como «Rainbow Fisher» por sus frecuentes cambios de lealtad política. Fue veterano de la Guerra de los Bóeres y un jugador de tenis de éxito internacional, convirtiéndose en campeón junto a su compañera de dobles mixtos, Irene Peacock, del Campeonato Mundial de Pista Cubierta en 1920.

## Primera vida y familia
Fisher fue hijo de George Fisher, un miembro del parlamento y alcalde de Wellington. David Fisher fue su tío. Frank Fisher fue capitán en el 10.º Contingente de Nueva Zelanda en la Segunda Guerra de los Bóeres en 1902. Su hija mayor, Esther Fisher (1900–1999), se convirtió en una pianista internacional.

## Miembro del Parlamento
| Año       | Término                 | Electorado              | Electorado              | Partido | Partido               |
| --------- | ----------------------- | ----------------------- | ----------------------- | ------- | --------------------- |
| 1905      | 15                      | Ciudad de Wellington    | Ciudad de Wellington    |         | Liberal independiente |
| 1905      | Se cambió la lealtad a: | Se cambió la lealtad a: | Se cambió la lealtad a: |         | Nuevo liberal         |
| 1905–1908 | 16                      | Centro de Wellington    | Centro de Wellington    |         | Nuevo liberal         |
| 1908–1910 | 17                      | Centro de Wellington    | Centro de Wellington    |         | Independente          |
| 1910–1911 | Se cambió la lealtad a: | Se cambió la lealtad a: | Se cambió la lealtad a: |         | Reforma               |
| 1911–1914 | 18                      | Centro de Wellington    | Centro de Wellington    |         | Reforma               |

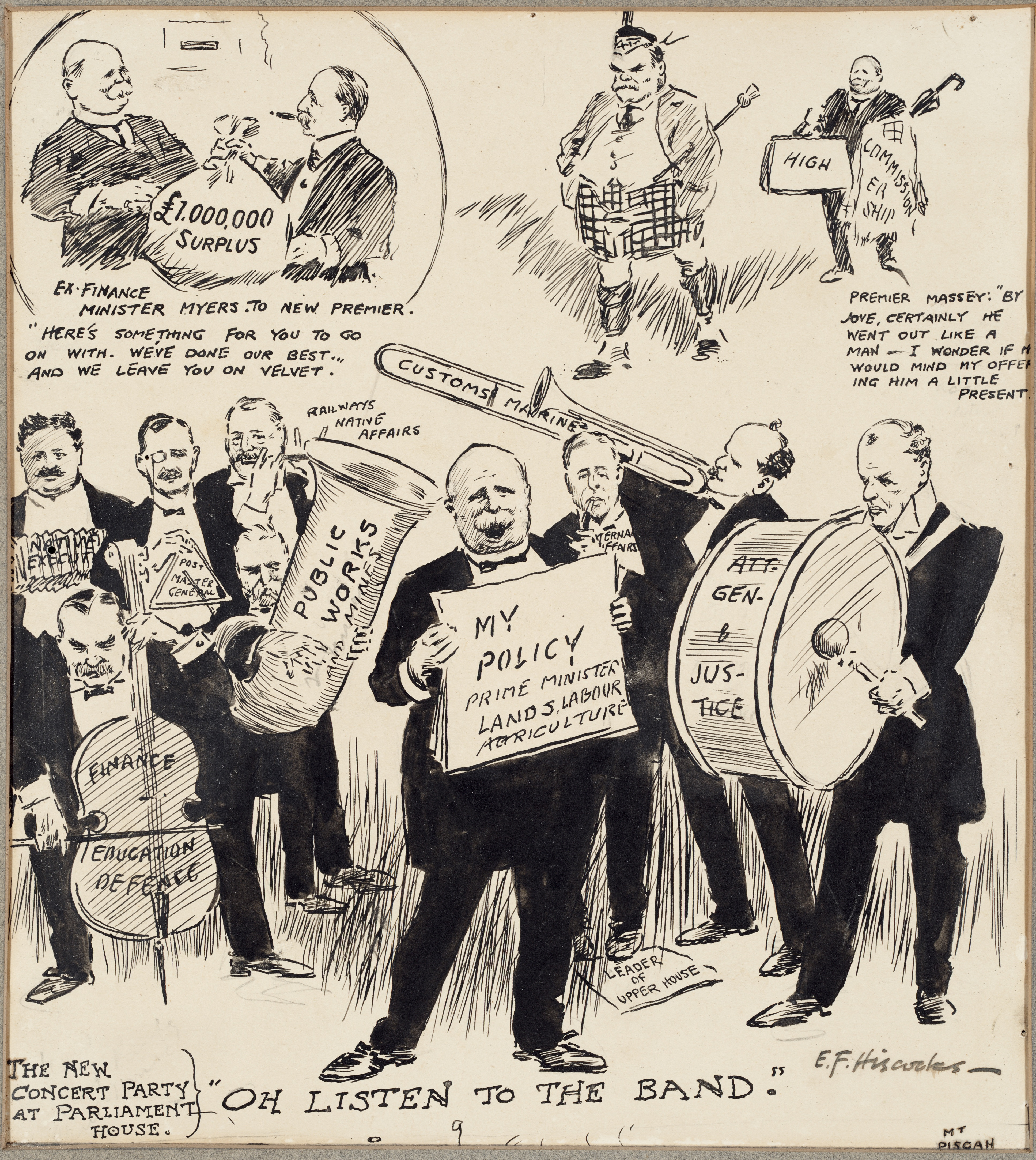
1912 caricatura sobre el Gobierno Massey, con Fisher tocando el trombón

Fisher representó dos electorados de Wellington en la Cámara de Representantes de Nueva Zelanda durante nueve años, desde una elección parcial en 1905 hasta las elecciones generales de 1914. Inicialmente, desde el 6 de abril de 1905, representó el electorado multi-miembro de la Ciudad de Wellington, pero desde las elecciones generales de 1905, representó Wellington Central.
Su intención inicial a principios de 1905 era postularse en un electorado de Christchurch en las elecciones generales de 1905. A mediados de febrero de 1905, celebró su primera reunión con electores en Christchurch. Sin embargo, esto cambió cuando su padre murió a mediados de marzo y se le pidió que se postulara en el electorado de la Ciudad de Wellington para llenar la vacante. En sus discursos a los electores de Wellington, destacó la necesidad de que el Partido Liberal, del cual era miembro, se reformara desde dentro. La elección parcial fue disputada por Fisher, Charles Hayward Izard y John Hutcheson, siendo Fisher el exitoso.
Después de su elección, ayudó a formar el Nuevo Partido Liberal. El partido se formó en una reunión en el suburbio de Papanui en Christchurch en junio de 1905. Los Nuevos Liberales sufrieron un daño considerable por el llamado «incidente del voucher», en el que Fisher alegó que el hijo de Richard Seddon había recibido un pago de un departamento gubernamental por un trabajo que no había realizado. Las acusaciones fueron desmentidas y los Nuevos Liberales sufrieron una reacción pública considerable. Fisher no había consultado a sus colegas antes de hacer la acusación, y también tensó las relaciones entre los miembros del partido. Fisher fue el único diputado del Nuevo Partido Liberal (de tres) reelegido en 1905. El Nuevo Partido Liberal estaba extinto en 1908.
En las elecciones generales de 1908, se presentó como independiente. Para 1910, se había unido al Partido Reformista. Las elecciones generales de 1911 requerían una segunda votación si ningún candidato podía lograr una mayoría absoluta en la primera ronda. La elección fue disputada por Fisher, Robert Fletcher (Partido Liberal), W. S. Young (Partido Laborista) y F. Freeman (Partido Socialista), con Fisher teniendo una mayoría de un voto sobre Fletcher. En la segunda votación una semana después, Fisher venció a Fletcher con una mayoría de 150 votos. Para las siguientes elecciones generales en 1914, el titular Fisher como ministro del gobierno disputó Wellington Central contra Fletcher nuevamente, y fue derrotado decisivamente por 2677 votos contra 4910. Esto marcó el final de la carrera política de Fisher en Nueva Zelanda. Después de la guerra, en 1919, se presentó como candidato conservador en las elecciones parciales de Widnes en Lancashire, Inglaterra, donde fue derrotado por el laborista Arthur Henderson.
Era conocido como «Rainbow» Fisher debido a sus «frecuentes cambios de color político». Fisher fue Ministro de Aduanas y Ministro de Marina del 10 de julio de 1912 al 7 de enero de 1915 en el Gobierno Reformista.

## Tenis
Como uno de los mejores jugadores de tenis de Nueva Zelanda, tanto en el país como en el extranjero, Fisher llegó a la final del Abierto de Australasia en 1906, pero fue derrotado por Anthony Wilding. Ganó el Campeonato de Dobles Masculino de Nueva Zelanda en 1901–02, 1902–03, 1909–10 y 1910–11, y el Campeonato de Dobles Mixtos en 1899–1900, 1900–01, 1901–02 y 1911–12. Llegó a las semifinales en dobles con su compañero Stanley Doust en el Campeonato de Australasia de 1912. En dobles, hizo pareja con Major Ritchie y llegó a las semifinales en Wimbledon en 1919, y con Alfred Beamish fue subcampeón en el Campeonato Mundial de Pista Cubierta de 1920. En dobles mixtos, hizo pareja con Irene Peacock y ganó el campeonato de 1920, además de llegar a los cuartos de final en Wimbledon en 1921.

## Fallecimiento
Fisher murió el 24 de julio de 1960 y fue enterrado en el cementerio de Kauae en Ngongotahā.